# Dębiszczyzna
Dębiszczyzna – część wsi Trzydnik Duży w Polsce położona w województwie lubelskim, w pow. kraśnickim, w gminie Trzydnik Duży.
W latach 1975–1998 Dębiszczyzna należała administracyjnie do województwa tarnobrzeskiego.